# Pagara simplex
Pagara simplex är en fjärilsart som beskrevs av Walker 1856. Pagara simplex ingår i släktet Pagara och familjen björnspinnare. Inga underarter finns listade i Catalogue of Life.